# Дідешть
Дідешть, Дідешті (рум. Didești) — село у повіті Телеорман в Румунії. Адміністративний центр комуни Дідешть.
Село розташоване на відстані 99 км на захід від Бухареста, 44 км на північний захід від Александрії, 86 км на схід від Крайови.

## Населення
За даними перепису населення 2002 року у селі проживали 559 осіб, усі — румуни. Усі жителі села рідною мовою назвали румунську.